# Ладожское Озеро (станция)
Ла́дожское О́зеро — железнодорожная станция Октябрьской железной дороги на 46-м километре линии Пискарёвка — Ладожское Озеро. Расположена в одноимённом пристанционном посёлке Всеволожского района Ленинградской области, на западном берегу Ладожского озера.

## История
С 1923 по 1925 год проходит замена узкоколейки железнодорожного пути Петербург Ириновка — Борисова Грива, вводится широкая колея. В эти годы появляется станция Ладожское Озеро.
29 сентября 1966 года на станцию прибыл первый электропоезд.

## Описание
Является конечной для электропоездов, следующих от Финляндского вокзала Санкт-Петербурга. Станция ориентирована с севера на юг. На станции 4 пути, уложенные в виде парка-рыбки. Электрифицированы все пути, кроме первого. Между вторым и третьим путями расположена островная пассажирская платформа. На четвёртом пути производится ночной отстой электропоездов. Контактная сеть заканчивается в северной горловине станции. Здание вокзала расположено с восточной стороны путей. Билетные кассы отсутствуют. В здании вокзала находится музей Дороги жизни. За северной горловиной раньше был разворотный треугольник, построенный для изменения направления движения паровозов.

## Вокзал
В 1974 году на станции Ладожское Озеро построен новый памятник-вокзал (архитектор В. И. Бершадская, гл. конструктор Э. И. Казарновский), очертание здания напоминает гигантский противотанковый надолб. Под сводами сходящихся вверху плоскостей размещен небольшой музей — филиал музея Октябрьской железной дороги. Его экспонаты рассказывают о доблести и мужестве работников железнодорожного узла, всех, кто своим трудом и отвагой защищал «Дорогу жизни».
Тогда же, в 1974 году,- на станции южнее вокзала был установлен паровоз Эш4375 «Комсомолец» с памятной надписью: «На этом паровозе в период 1941-1942 гг. комсомольско-молодежная бригада локомотивного депо ТЧ-12 в составе старшего машиниста Василия Елисеева (впоследствии ставшим Героем Социалистического труда), помощника машиниста Ивана Беляева, кочегара Бориса Александрова в составе паровозной колонны доставила 2312 тяжеловозных состава с 2 млн. тонн боеприпасов, топлива и продовольствия в осажденный Ленинград и для фронта. Честь и слава героям-железнодорожникам за мужественный труд на Дороге жизни». Бригада В.М. Алексеева водила поезда на участке Ладожское Озеро — Ленинград, обеспечивая торфом единственную действовавшую в блокадном городе ТЭЦ № 5, а после прорыва блокады - в колонне паровозов особого резерва, водившего составы по Дороге Победы.
Решением облисполкома № 189 от 16 мая 1988 года этот паровоз был признан памятником истории. Однако, в постсоветское время при реконструкции 2015 года памятная доска с паровоза была снята.
Здание вокзала с находящимся внутри музеем, исторический паровоз и памятники на станции составляют мемориальный ансамбль.

## Фотогалерея

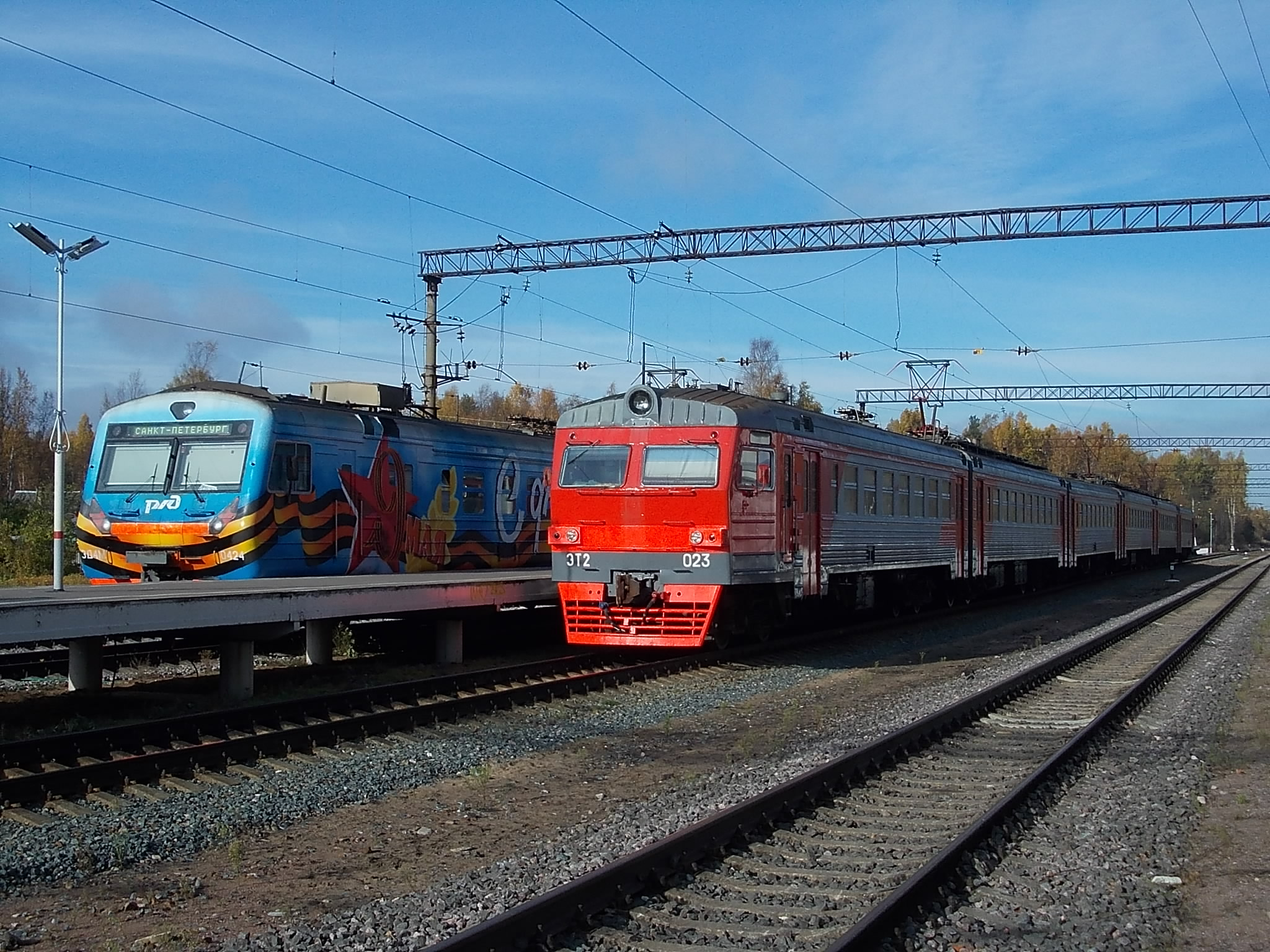
Электропоезда на Санкт-Петербург
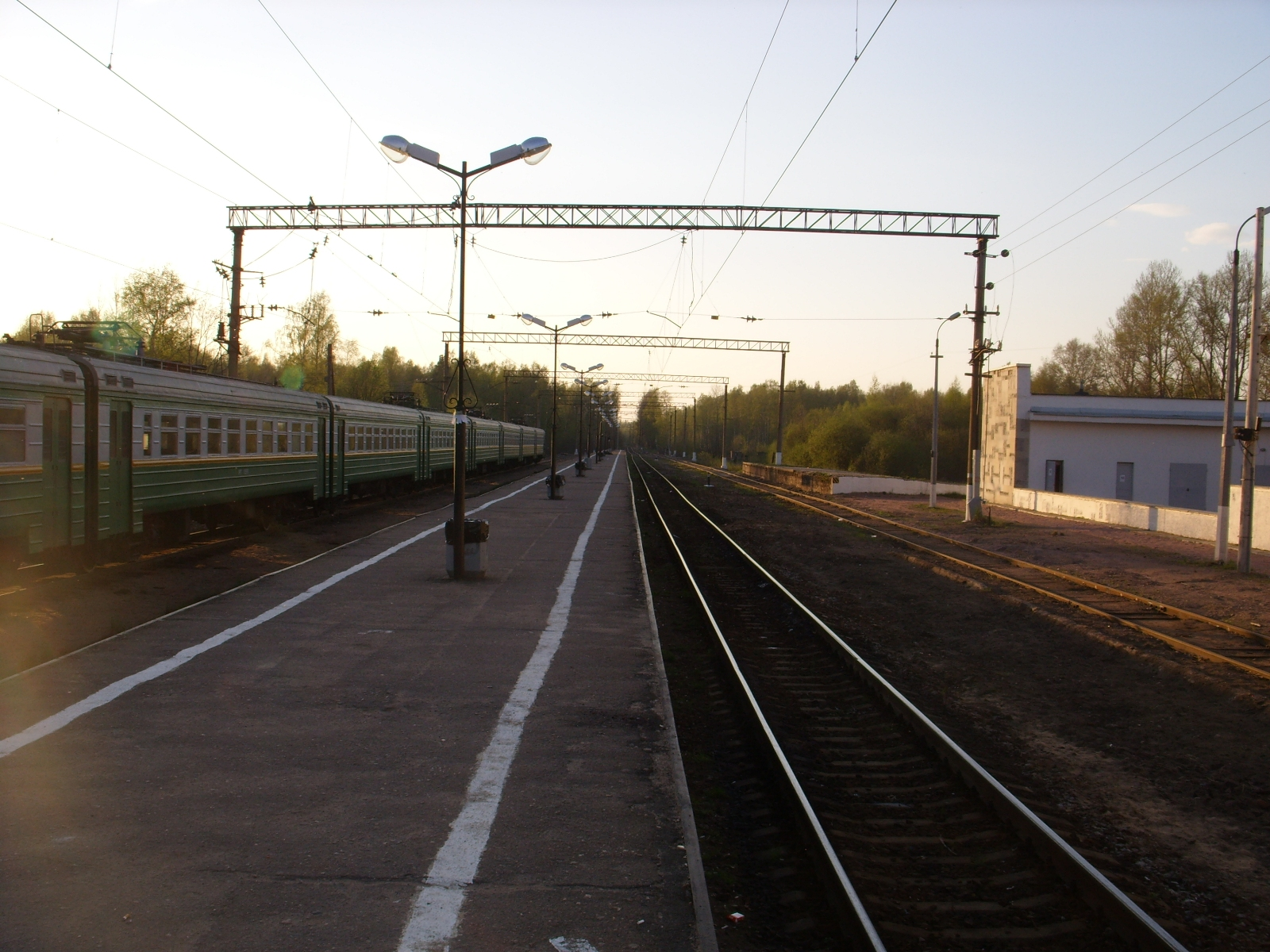
Платформа, вид в северном направлении
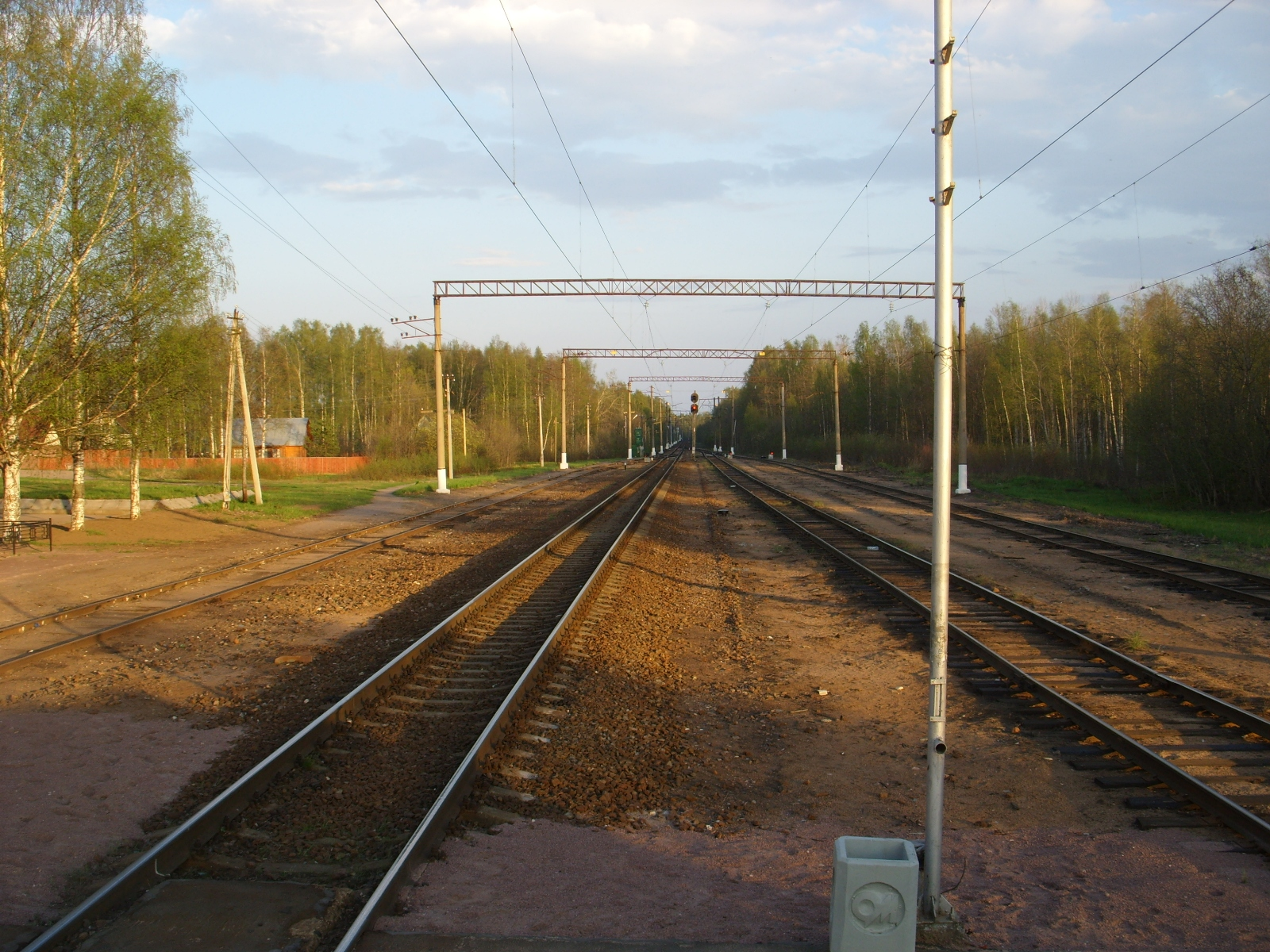
Вид на южную горловину
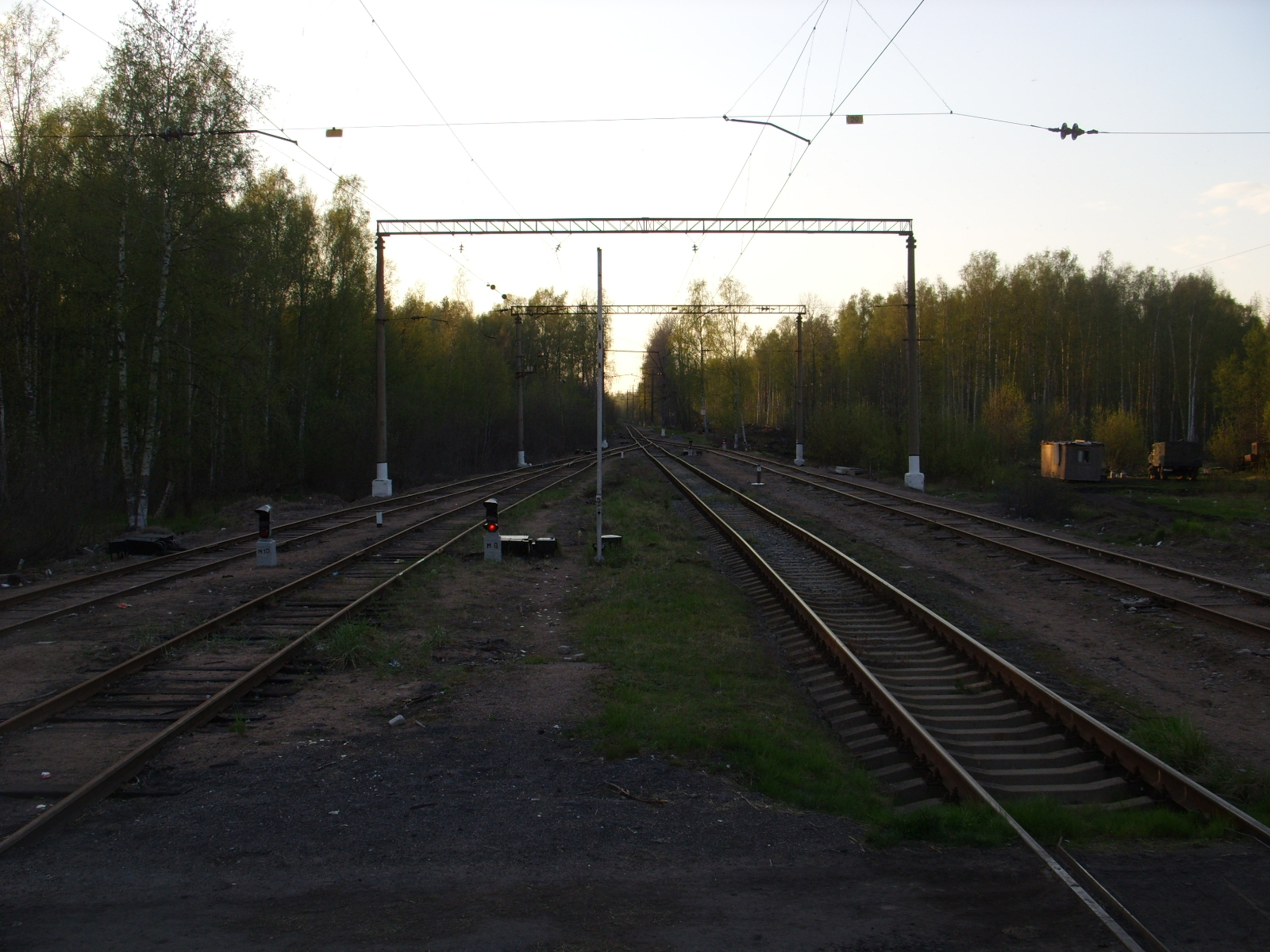
Вид на северную горловину
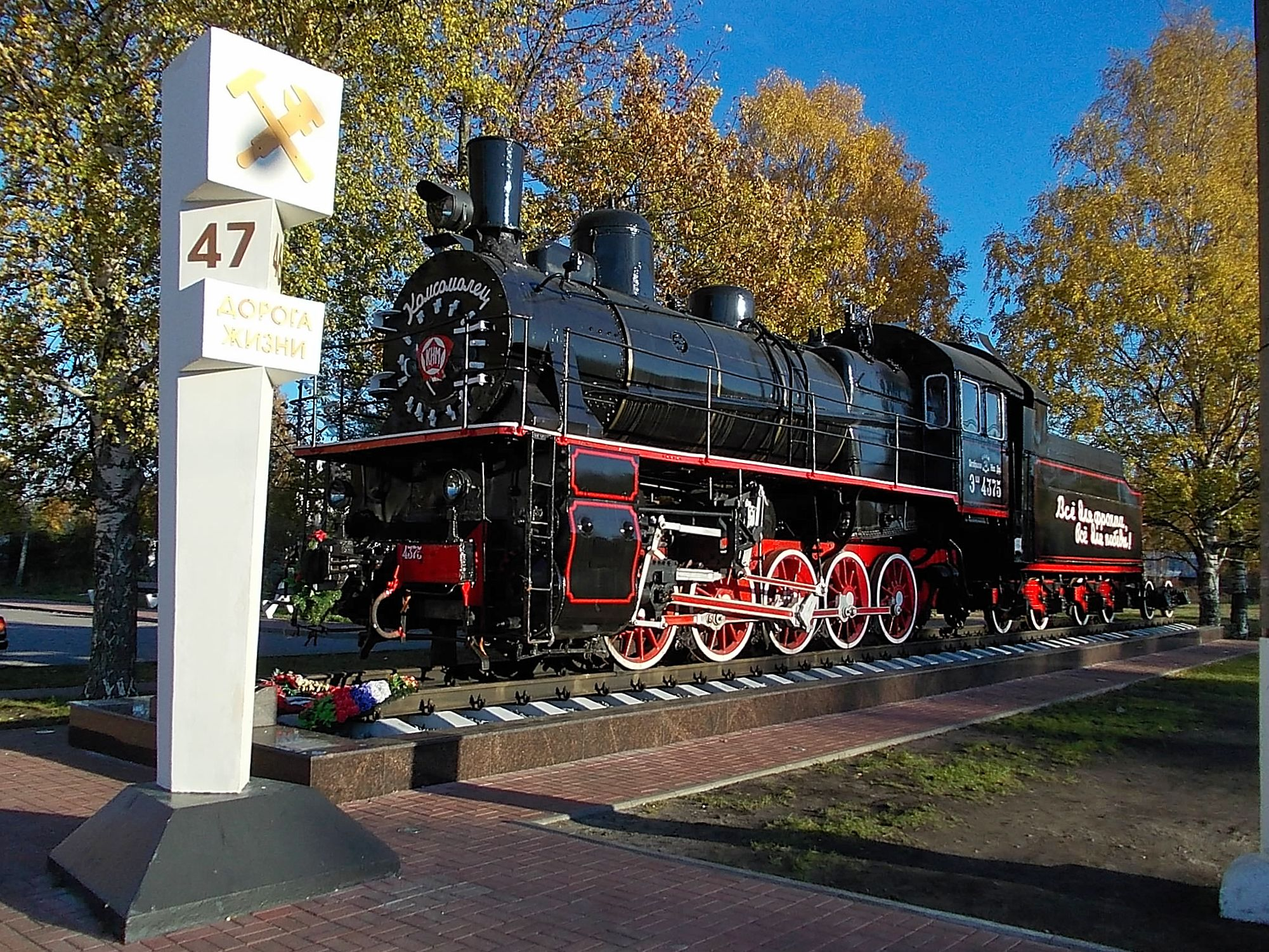
Паровоз Эш4375 «Комсомолец»
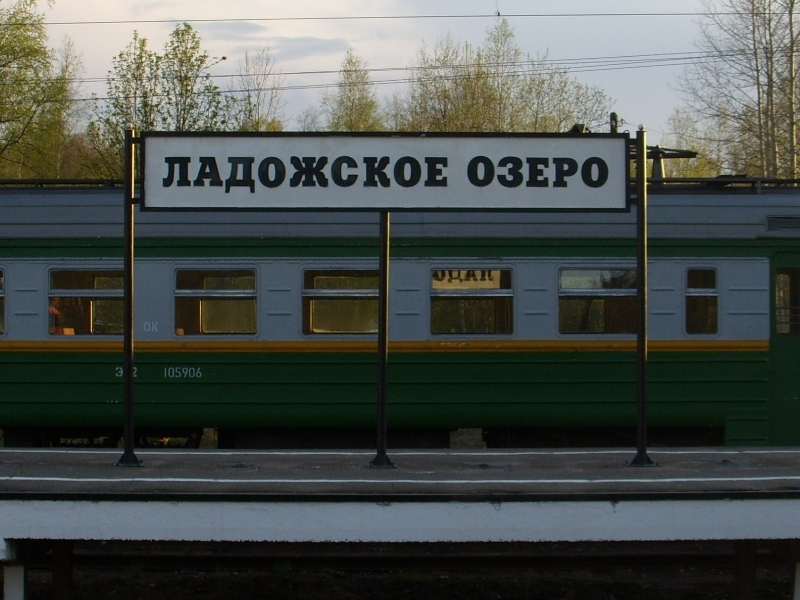
Указатель с названием станции